# زردپره نیزار پالاس
زردپره نیزار پالاس (نام علمی: Emberiza pallasi) نام یک گونه از سرده زردپره‌های معمولی است.